# Nallur
Nallur é uma panchayat (vila) no distrito de Kanniyakumari, no estado indiano de Tamil Nadu.

## Geografia
Nallur está localizada a 10° 55′ N, 79° 19′ L. Tem uma altitude média de 15 metros (49 pés).

## Demografia
Segundo o censo de 2001,  Nallur  tinha uma população de 15 266 habitantes. Os indivíduos do sexo masculino constituem 50% da população e os do sexo feminino 50%. Nallur tem uma taxa de literacia de 78%, superior à média nacional de 59.5%: a literacia no sexo masculino é de 82% e no sexo feminino é de 74%. Em Nallur, 11% da população está abaixo dos 6 anos de idade.